# Carol Schumacher
Pour les articles homonymes, voir Schumacher.
Carol Smith Schumacher est une mathématicienne américaine née en Bolivie spécialisée en analyse réelle.

## Enfance et éducation
Schumacher nait en 1960 à La Paz, Bolivie, fille de missionnaires. Elle grandit dans ce pays en parlant anglais et espagnol.
Elle se spécialise en mathématiques au Hendrix College (en) à Conway, Arkansas. Elle obtient son diplôme avec mention en 1982. C'est dans cette université qu'elle rencontre son mari, physicien et théoricien de l'information quantique Benjamin Schumacher (en).
Elle obtient ensuite son doctorat à l'Université du Texas à Austin en 1989 avec une thèse sur la théorie des espaces de Banach dirigée par Edward Odell (en) et Haskell Rosenthal.

## Carrière
Schumacher rejoint le Kenyon College en tant que professeur adjoint en 1988, et devient professeur titulaire en 2002. Elle a été élue vice-présidente de la Mathematical Association of America pour le mandat 2018-2020.
Schumacher est l'auteur de deux manuels d'apprentissage fondé sur l'enquête (en) : Chapter Zero: Fundamental Notions of Abstract Mathematics, on the transition to proofs (Addison-Wesley, 1996 ; 2e édition, 2001) et Closer and Closer : Introducing Real Analysis, sur l'analyse réelle (Jones et Bartlett, 2008).

## Reconnaissance
Le Kenyon College a décerné à Schumacher son prix Senior Trustee Teaching Excellence Award en 2005. Elle a été lauréate 2017 du Distinguished Teaching Award de la section Ohio de la Mathematical Association of America.